# Оноприенко, Виталий Сергеевич
Вита́лий Серге́евич Оноприе́нко (укр. Віталій Сергійович Онопрієнко; 1989, Келеберда) — украинский военнослужащий, младший сержант, участник российско-украинской войны. Герой Украины (2023).

## Биография
Родился в 1989 году в селе Келеберда Каневского района Черкасской области. Проживал в селе Головковка Черкасской области.
С началом полномасштабного вторжения России в Украину 8 марта 2022 года вступил в ряды Вооружённых сил Украины. Служил в 110-й отдельной механизированной бригаде имени генерал-хорунжего Марка Безручко.

## Награды
- Звание «Герой Украины» с удостоением ордена «Золотая Звезда» (23 февраля 2023) — за личное мужество и героизм, проявленные в защите государственного суверенитета и территориальной целостности Украины, верность военной присяге.
- Орден «За мужество» III степени — за личное мужество и самоотверженные действия, проявленные в защите государственного суверенитета и территориальной целостности Украины, верность военной присяге.